# Babeta Drážková
Alžběta Babeta Drážková (Praga, 25 maggio 1905 – 12 ottobre 1988) è stata una nuotatrice cecoslovacca.
È stato un membro della Cecoslovacchia che ha partecipato ai Giochi di Parigi 1924, gareggiando nei 200 m rana.
Ha concluso la sua carriera sportiva nel 1929.
Era la moglie del nuotatore e pallanuotista olimpico František Vacín.